# Barbarine terme
Barbarine terme (nemško Barbarathermen) so velik kompleks rimskih term v Augusta Treverorum, današnji Trier, Nemčija. Razteza se na 42.000 kvadratnih metrih in so največje rimske terme severno od Alp. Skupaj z drugimi znamenitostmi v Trierju je bil kopališki kompleks leta 1986 zaradi svojega zgodovinskega pomena in obsežne arhitekture uvrščen na Unescov seznam svetovne dediščine kot del Rimski spomeniki, stolnica svetega Petra in Marijina cerkev v Trierju.

## Zgodovina

### Rimsko obdobje
Barbarine terme so bile zgrajene v drugi polovici 2. stoletja n. št. skupaj z izbruhom gradbene dejavnosti, vključno z novim mostom, amfiteatrom in velikim forumom. Terme so bile zgrajene, da bi zadostilo naraščajočim potrebam po kopanju v Trierju, ko so kopališča Forum postala premajhna. Barbarine terme so po dokončanju merile 172 m x 240 m in obsegale dva mestna bloka. Njihova velikost je povečala tudi povpraševanje po vodi, ki so jo dobavljali iz Ruwerjevega akvadukta. Zdi se, da je ta izbruh dejavnosti del razkazovanja bogastva, ki ustreza sedežu rimskega prokuratorja Gallia Belgica Germania Inferior in Germania Superior. Kopalnice in bazen so bili oblikovani po kopelih iz Severne Afrike. Ogrevani prostori kopališča so znani po uporabi dvonadstropnega hipokavsta. Marmorni trup amazonskega bojevnika, ki je zdaj v Landesmuseum Mainz nakazuje, da je bil kompleks term bogato okrašen z uvoženimi kipi iz Italije. V uporabi so ostale do konca 4. stoletja. Toda kompleks je v zgodnjem 5. stoletju ostal v uporabi, saj je bil Trier med obdobjem preseljevanja ljudstev večkrat oplenjen.

### Kasnejša uporaba
Obsežne ruševine so bile po razpadu Zahodnega rimskega cesarstva uporabljene za marsikaj. Že v 5. stoletju našega štetja so prepoznavni ostanki stanovanjskih stavb, začetki predmestja svete Barbare. Zgodnjekrščanski nagrobni napisi kažejo na možno merovinško cerkev. Kasneje v srednjem veku so bile v ruševinah nameščene utrdbe, kot je razvidno iz risb Matthäusa Meriana in Alexandra Wiltheima. Po navedbah leta 1611 n. št. so bili ostanki reciklirani kot gradbeni material za izgradnjo jezuitskega kolegija, ki je bil kasneje uničen.

### Trenutni ostanki
Ohranili so se le temelji in podzemni servisni rovi, vendar je tehnične podrobnosti kanalizacijskih sistemov, peči, bazenov in ogrevalnega sistema mogoče preučiti bolje kot v drugih dveh kopališčih v Trierju. Najdišče je odprto za obiskovalce, ostanke pa si je mogoče ogledati z brvi, ob mostu pa so ob strani v pomoč obiskovalcem.

## Galerija
- Model Auguste Treverorum, ki prikazuje lokacijo Barbarinih term v Trierju ok. 360–370 n. št.
- Ok. 1548 iz gravure Matthäusa Meriana, objavljene 1646
- Ruševine Barbarine terme, avtor Alexandre Wiltheim, ok. 1620
- Ruševine Barbarine terme, avtor Alexandre Wiltheim, ok. 1620
- Ruševine Barbarine terme, avtor Alexandre Wiltheim, ok. 1620
- Ruševine Barbarine terme, avtor Alexandre Wiltheim, ok. 1620
- Konservacija in restavriranje rimskih ruševin (1990)
- Konservacija in restavriranje rimskih ruševin (1990)
- Terme danes
- Speči Kupid v Rheinisches Landesmuseum Trier